# Régis Sonnes
Régis Sonnes (Auch, 25 luglio 1972) è un ex rugbista a 15 e allenatore di rugby a 15 francese, dal 2020 allenatore degli avanti della Francia Under-20.

## Biografia
Nativo di Auch ma cresciuto a Mont-de-Marsan, in Aquitania, si formò rugbisticamente nel locale club, lo Stade montois.
Ebbe il suo momento migliore a Tolosa: con lo Stade, infatti, vinse due titoli francesi consecutivi, nel 1994 e 1995, prima di prendere un anno di pausa per visitare l'America (mancando, quindi, la Heineken Cup vinta nel 1996 dal club) per poi tornare in squadra e vincere un terzo titolo francese nel 1997.
Al Brive per una stagione, poi all'Agen, chiuse la carriera professionistica nel 2003 di nuovo allo Stade montois; dal 2003 al 2005 fu poi dilettante in un club da lui fondato a Mont-de-Marsan e del quale è presidente a vita, il Real Soldevilla Campétois.
Divenuto allenatore, nel 2005 fu tecnico dell'Agen per una stagione per poi assumere la conduzione del Narbona: una crisi tecnica ed economica indusse il club, nel marzo 2008, a licenziare Sonnes.
Accettò quindi un incarico in Spagna per allenare il CRC Madrid, club che al primo anno portò alla vittoria nel campionato nazionale, la División de Honor e, pochi giorni dopo, anche nella Coppa del Re; a completare il trittico anche la vittoria in Supercoppa in apertura di stagione 2009-10.
Dopo due stagioni al Madrid è giunto nel maggio 2010 l'invito, da parte della Federazione spagnola, a guidare la Nazionale, avvicendandosi all'inglese Ged Glynn; Régis Sonnes ha un incarico biennale a partire dal 1º giugno 2010.

## Palmarès

### Giocatore
- Campionati francesi: 3
Tolosa: 1993-94, 1994-95, 1996-97

### Allenatore
- Campionati spagnoli: 1
CRC Madrid: 2008-09
- Coppe del Re : 1
CRC Madrid: 2008-09
- Supercoppe di Spagna: 1
CRC Madrid: 2009
- Superiberica: 1
Gatos de Madrid: 2009